# Ganzfried Salamon
Ganzfried Salamon (Ungvár, 1804 – Ungvár, 1886. július 30.) rabbi.

## Életútja
A bonyhádi jesiván tanult Heller Hirschnél, azután kereskedő lett szülővárosában, de ehhez nem értve, elvesztette vagyonát és elfogadta Brezovica hitközségének meghívását a rabbiságra. Itt működött 1830 és 1849 között, azután pedig szülővárosában lett dajan haláláig. Az 1869-i zsidó kongresszuson ő is az egyik delegátus volt. Igen termékeny író volt, főleg a rituális joggal foglalkozott. Művei: Péné Selómó (Zolkiew, 1846), Tórat Zevach (Lemberg, 1848 és Ungvár, 1869), Appirjon (Ungvár, 1864-1877), Keszet ha-Szófér (Ungvár, 1871). Leghíresebb munkája a Kicur Sulchan-Áruch (Varsó, 1870), a nagy törvénytárnak ez a praktikus kivonata egymásután tizennégyszer jelent meg. A mű a legolvasottabb héber könyvek közé tartozik. Többi munkája: Oholé Sem (Ungvár, 1878), a válásról; Lechem ve-Szimló a rituális fürdésről, stb. Kéziratokat és jegyzeteket hagyott hátra, azonkívül reszponzumokat. Bródy Heinrich prágai főrabbi Ganzfried unokája volt.